# Parlament Ugandy
Parlament Ugandy (ang. Parliament of Uganda) – główny organ władzy ustawodawczej w Ugandzie. Składa się z 327 członków, z czego 215 pochodzi z wyborów bezpośrednich, przeprowadzanych w jednomandatowych okręgach wyborczych, z zastosowaniem ordynacji większościowej. Pozostałe mandaty zarezerwowane są dla przedstawicieli różnych grup: kobiet (80 mandatów), młodzieży (5 mandatów, przy czym co najmniej jeden musi zajmować kobieta), osób niepełnosprawnych (5 mandatów, w tym co najmniej jeden dla kobiety), robotników (5 mandatów, w tym co najmniej jedna kobieta) oraz sił zbrojnych (10 mandatów, w tym co najmniej dwie kobiety). Dodatkowo prezydent może powołać w skład parlamentu dowolną liczbę osób z racji i na czas sprawowania określonej funkcji (członkostwo ex officio). Zwykle tego rodzaju nominację otrzymują wszyscy członkowie rządu, którzy nie zostali wcześniej wybrani do parlamentu.